# Hymenäus
Hymenäus war ein in den beiden Briefen des Paulus an Timotheus genannter Irrlehrer.

## Erwähnung in der Bibel
In 1. Timeotheus 1, 20  wird erwähnt, dass Hymenäus und ein gewisser Alexander aus der Gemeinde  ausgeschlossen wurden.
In 2. Timeotheus 2  wird Hymenäus abermals erwähnt. Hier wird er, zusammen mit einem gewissen Philetus, als ein Irrlehrer genannt:  

„Unter ihnen sind Hymenäus und Philetus, die von der Wahrheit abgeirrt sind und sagen, die Auferstehung sei schon geschehen, und bringen einige vom Glauben ab.“

 Die von den beiden verbreitete Lehre, dass die Auferstehung schon geschehen sei, deutet darauf, dass sie Anhänger der Gnosis waren. Dahinter stand wahrscheinlich die gnostische Auffassung, dass durch den Erkenntnisakt der im Menschen gefangene göttliche Geistesfunke befreit werde und in den Himmel eintrete.